# Lista de prémios e nomeações recebidos por Chris Brown
Este anexo apresenta a lista de prémios e nomeações recebidos por Chris Brown, um cantor e actor norte-americano. Aos 15 anos, ele assinou um contrato discográfico com a editora Jive Records. Seu primeiro álbum foi lançado em 29 de Novembro de 2005. Ele gerou cinco singles que entraram na Billboard Hot 100: "Run It!", "Yo (Excuse Me Miss)", "Gimme That", "Say Goodbye" e "Poppin'". O álbum recebeu o certificado de platina pela Recording Industry Association of America (RIAA). O segundo álbum de Brown, Exclusive, foi lançado em 6 de Novembro de 2007. Ele gerou quatro singles que também entraram na Billboard Hot 100: "Wall to Wall" (uma homenagem a Michael Jackson), "Kiss Kiss", "With You" e "Take You Down". A edição deluxe do álbum, intitulada Exclusive: The Forever Edition, foi lançada em 3 de Junho de 2008. Ele gerou mais dois singles: "Forever" e "Superhuman". O álbum foi certificado com dupla platina pela RIAA.
Em 2006, Brown recebeu vinte e três nomeações e ganhou nove delas, incluindo Escolha dos Telespectadores por "Yo (Excuse Me Miss)" nos BET Awards, Artista Masculino do Ano, Artista Revelação do Ano e Artista do Ano nos Billboard Music Awards; Melhor Novo Artista nos NAACP Image Awards, Escolha Masculina Revelação nos Teen Choice Awards, Melhor Novo Artista R&B/Soul nos Soul Train Music Awards, Fake ID Award nos TRL Awards e Melhor Vídeo de R&B por "Run It!" nos MTV Awards da Austrália. Em 2007, ele recebeu doze nomeações, mas ganhou nenhum prémio. Em 2008, Brown recebeu quarenta e uma nomeações e ganhou dezasseis, incluindo Artista Pop/Rock Masculino Favorito, Artista Masculino Soul/R&B e Artista do Ano nos American Music Awards, Melhor Artista R&B Masculino nos BET Awards, Melhor Vídeo de Partir o Coração por "No Air" nos BET Pre-Awards; Melhor Artista Internacional e Melhor Álbum R&B/Soul nos MOBO Awards, Melhor Vídeo Feminino por "With You" nos MTV Video Music Awards, Melhor Artista Masculino nos NAACP Image Awards; Cantor Masculino Favorito nos Nickelodeon Kids' Choice Awards, Melhor Artista R&B nos Ozone Awards; Choice Music Hookup por "No Air", Escolha Musical: Artista Masculino, Escolha Musical: Artista R&B, Escolha Musical: Faixa de R&B por "Forever" e Escolha Musical: Faixa Rap/Hip Hop por "Shawty Get Loose" nos Teen Choice Awards. Em 2010, ele ganhou o AOL Fandemonium Awards nos BET Awards. No total, Brown ganhou 39 prémios de 88 nomeações que recebeu.

## African Entertainment Awards
| Ano  | Candidato(s) | Categoria               | Resultado |
| ---- | ------------ | ----------------------- | --------- |
| 2024 | Chris Brown  | Artista Internacional   | Venceu    |
| 2024 | Chris Brown  | Best Afro-fusion Artist | Venceu    |

## American Music Awards
O American Music Awards é uma cerimónia anual de premiação criada por Dick Clark em 1973. Brown venceu cinco prêmios de vinte e uma nomeações.
| Ano  | Candidato(s) | Categoria                           | Resultado |
| ---- | ------------ | ----------------------------------- | --------- |
| 2006 | Chris Brown  | Artista Masculino Soul/R&B Favorito | Nomeado   |
| 2008 | Chris Brown  | Artista Masculino Pop/Rock Favorito | Venceu    |
| 2008 | Chris Brown  | Artista Masculino Soul/R&B Favorito | Venceu    |
| 2008 | Chris Brown  | Artista do Ano                      | Venceu    |
| 2010 | Chris Brown  | Artista Masculino Soul/R&B Favorito | Nomeado   |
| 2011 | Chris Brown  | Artista Masculino Soul/R&B Favorito | Nomeado   |
| 2011 | F.A.M.E.     | Álbum R&B/Soul Favorito             | Nomeado   |
| 2012 | Chris Brown  | Artista de Soul/R&B Favorito        | Nomeado   |
| 2012 | Fortune      | Álbum R&B/Soul Favorito             | Nomeado   |
| 2014 | Chris Brown  | Artista de Soul/R&B Favorito        | Nomeado   |
| 2015 | Chris Brown  | Artista de Soul/R&B Favorito        | Nomeado   |
| 2015 | X            | Álbum R&B/Soul Favorito             | Nomeado   |
| 2016 | Chris Brown  | Artista de Soul/R&B Favorito        | Venceu    |
| 2019 | Chris Brown  | Artista de Soul/R&B Favorito        | Nomeado   |
| 2019 | Indigo       | Álbum R&B/Soul Favorito             | Nomeado   |
| 2020 | Chris Brown  | Artista de Soul/R&B Favorito        | Nomeado   |
| 2020 | No Guidance  | Canção de Soul/R&B Favorito         | Nomeado   |
| 2021 | Chris Brown  | Artista de Soul/R&B Favorito        | Nomeado   |
| 2021 | Go Crazy     | Canção de Soul/R&B Favorito         | Nomeado   |
| 2021 | Go Crazy     | Colaboração do Ano                  | Nomeado   |
| 2022 | Chris Brown  | Artista de Soul/R&B Favorito        | Venceu    |

## ARIA Music Awards
Os ARIA Music Awards são uma cerimónia de entrega de prémios anual organizada pela Australian Recording Industry Association. Brown recebeu uma nomeação ao prémio.
| Ano  | Candidato(s) | Categoria                          | Resultado |
| ---- | ------------ | ---------------------------------- | --------- |
| 2011 | Chris Brown  | Artista Internacional Mais Popular | Nomeado   |

## BET Awards
Os BET Awards foram criados em 2001 pela Black Entertainment Television (BET) para celebrar os afro-americanos e outras minorias na música, teatro, desportos e outras áreas de entretenimento. Os prémios são apresentados anualmente e transmitidos ao vivo pela BET. Brown venceu 19 prémios de 56 nomeações.
| Ano  | Candidato(s)                                   | Categoria                        | Resultado |
| ---- | ---------------------------------------------- | -------------------------------- | --------- |
| 2006 | Chris Brown                                    | Melhor Novo Artista              | Venceu    |
| 2006 | Chris Brown                                    | Melhor Artista Masculino R&B     | Nomeado   |
| 2006 | "Yo (Excuse Me Miss)"                          | Escolha dos telespectadores      | Venceu    |
| 2008 | Chris Brown                                    | Melhor Artista Masculino R&B     | Venceu    |
| 2008 | "Kiss Kiss" (Com T-Pain)                       | Melhor Colaboração               | Nomeado   |
| 2008 | "Kiss Kiss" (Com T-Pain)                       | Escolha dos telespectadores      | Nomeado   |
| 2008 | "No Air"                                       | Escolha dos telespectadores      | Nomeado   |
| 2010 | Chris Brown                                    | Melhor Artista Masculino R&B     | Nomeado   |
| 2010 | Chris Brown                                    | AOL Fandemonium Award            | Venceu    |
| 2011 | Chris Brown                                    | Melhor Artista Masculino R&B     | Venceu    |
| 2011 | "Look at Me Now" (Com Lil Wayne, Busta Rhymes) | Melhor Colaboração               | Venceu    |
| 2011 | "Look at Me Now" (Com Lil Wayne, Busta Rhymes) | Video do Ano                     | Venceu    |
| 2011 | "Look at Me Now" (Com Lil Wayne, Busta Rhymes) | Escolha dos telespectadores      | Venceu    |
| 2011 | "Deuces" (Com Tyga, Kevin McCall)              | Melhor Colaboração               | Nomeado   |
| 2011 | Chris Brown                                    | Melhor Ator                      | Nomeado   |
| 2011 | Chris Brown                                    | AOL Fandemonium Award            | Venceu    |
| 2012 | Chris Brown                                    | Melhor Artista de R&B Masculino  | Venceu    |
| 2012 | Chris Brown                                    | Diretor de Vídeo do Ano          | Nomeado   |
| 2012 | Chris Brown                                    | Fandemonium Award                | Venceu    |
| 2012 | Turn Up the Music                              | Escolha do Telespectador         | Nomeado   |
| 2013 | Chris Brown                                    | Melhor Artista de R&B Masculino  | Nomeado   |
| 2013 | Chris Brown                                    | Fandemonium Award                | Venceu    |
| 2014 | Chris Brown                                    | Melhor Artista de R&B Masculino  | Nomeado   |
| 2014 | Chris Brown                                    | Diretor de Vídeo do Ano          | Nomeado   |
| 2014 | "Fine China"                                   | Vídeo do Ano                     | Nomeado   |
| 2015 | Loyal (Com Lil Wayne, Tyga)                    | Melhor Colaboração               | Nomeado   |
| 2015 | Loyal (Com Lil Wayne, Tyga)                    | Vídeo do Ano                     | Nomeado   |
| 2015 | "New Flame" (Com Usher, Rick Ross)             | Melhor Colaboração               | Nomeado   |
| 2015 | "New Flame" (Com Usher, Rick Ross)             | Vídeo do Ano                     | Nomeado   |
| 2015 | Chris Brown                                    | Melhor Artista R&B/Pop Masculino | Venceu    |
| 2015 | Chris Brown                                    | Fandemonium Award                | Venceu    |
| 2016 | Chris Brown                                    | Melhor Artista R&B/Pop Masculino | Nomeado   |
| 2016 | Chris Brown                                    | Diretor de Vídeo do Ano          | Nomeado   |
| 2016 | "Play No Games" (Com Big Sean)                 | Melhor Colaboração               | Nomeado   |
| 2016 | "Back to Sleep"                                | Escolha do Telespectador         | Nomeado   |
| 2017 | Chris Brown                                    | Melhor Artista R&B/Pop Masculino | Nomeado   |
| 2017 | "Party" (Com Usher, Gucci Mane)                | Melhor Colaboração               | Nomeado   |
| 2018 | Chris Brown                                    | Melhor Artista R&B/Pop Masculino | Nomeado   |
| 2018 | Chris Brown                                    | Diretor de Vídeo do Ano          | Nomeado   |
| 2018 | "Melanin Magic" (Com Remy Ma)                  | BET Her Awards                   | Nomeado   |
| 2019 | Chris Brown                                    | Melhor Artista R&B/Pop Masculino | Nomeado   |
| 2020 | Chris Brown                                    | Melhor Artista R&B/Pop Masculino | Venceu    |
| 2020 | "No Guidance" (Com Drake)                      | Melhor Colaboração               | Venceu    |
| 2020 | "No Guidance" (Com Drake)                      | Vídeo do Ano                     | Nomeado   |
| 2020 | "No Guidance" (Com Drake)                      | Escolha do Telespectador         | Nomeado   |
| 2021 | Chris Brown                                    | Melhor Artista R&B/Pop Masculino | Venceu    |
| 2021 | Chris Brown & Young Thug                       | Melhor Grupo                     | Nomeado   |
| 2021 | "Go Crazy"                                     | Vídeo do Ano                     | Nomeado   |
| 2021 | "Go Crazy"                                     | Escolha do Telespectador         | Nomeado   |
| 2022 | Chris Brown                                    | Melhor Artista R&B/Pop Masculino | Nomeado   |
| 2023 | Chris Brown                                    | Melhor Artista R&B/Pop Masculino | Venceu    |
| 2023 | Breezy                                         | Álbum do Ano                     | Nomeado   |
| 2023 | WE (Warm Embrace)                              | Vídeo do Ano                     | Nomeado   |
| 2023 | "Call Me Everyday"                             | Melhor Colaboração               | Nomeado   |
| 2024 | Chris Brown                                    | Melhor Artista R&B/Pop Masculino | Nomeado   |
| 2024 | Sensational                                    | Escolha do Telespectador         | Nomeado   |
| 2024 | 11:11                                          | Álbum do Ano                     | Nomeado   |

### BET Pre-Awards
Os BET Pre-Awards foram estabelecidos em 2001 pela Black Entertainment Television para celebrar os afro-americanos e outras minorias na música, teatro, desportos e outras áreas de entretenimento. Estes prémios são apresentados anualmente antes dos BET Awards e transmitidos ao vivo pelo canal de televisão. Brown ganhou um prémio.
| Ano  | Candidato(s) | Categoria                        | Resultado |
| ---- | ------------ | -------------------------------- | --------- |
| 2008 | "No Air"     | Melhor Vídeo de Partir o Coração | Venceu    |

### BET Hip Hop Awards
Os BET Hip Hop Awards são apresentados anualmente pela BET para artistas, produtores e directores de vídeos musicais de hip-hop. Brown foi nomeado 10 vezes, tendo vencido 4 destas nomeações.
| Ano  | Candidato(s)                   | Categoria                   | Resultado |
| ---- | ------------------------------ | --------------------------- | --------- |
| 2008 | "Get Like Me"                  | Melhor Vídeo Hip Hop        | Nomeado   |
| 2008 | "Get Like Me"                  | Melhor Colaboração Hip Hop  | Nomeado   |
| 2011 | "Look at Me Now"               | People's Champ Award        | Venceu    |
| 2011 | "Look at Me Now"               | Reese's Perfect Combo Award | Venceu    |
| 2011 | "Look at Me Now"               | Melhor Vídeo de Hip-Hop     | Venceu    |
| 2011 | My Last (Com Big Sean)         | Melhor Vídeo de Hip-Hop     | Nomeado   |
| 2015 | "Play No Games" (Com Big Sean) | Melhor Vídeo de Hip-Hop     | Nomeado   |
| 2020 | "Chris Brown e Young Thug      | Melhor Duo ou Grupo         | Venceu    |
| 2021 | "Chris Brown e Young Thug      | Melhor Duo ou Grupo         | Nomeado   |
| 2021 | "Go Crazy"                     | Melhor Vídeo Hip Hop        | Nomeado   |

## Billboard Awards

### Billboard Music Awards
Os Billboard Music Awards são patrocinados pela revista Billboard e são realizados anualmente em Dezembro. Os prémios são baseados em dados de vendas feitas pela Nielsen SoundScan e informações de rádio pela Nielsen Broadcast Data Systems. Brown ganhou 5 prémios.
| Ano  | Candidato(s)                          | Categoria                       | Resultado |
| ---- | ------------------------------------- | ------------------------------- | --------- |
| 2006 | Chris Brown                           | Artista Masculino do Ano        | Venceu    |
| 2006 | Chris Brown                           | Novo Artista do Ano             | Venceu    |
| 2006 | Chris Brown                           | Artista do Ano                  | Venceu    |
| 2008 | Chris Brown                           | Artista do Ano                  | Venceu    |
| 2012 | Chris Brown                           | Melhor Artista Masculino        | Indicado  |
| 2012 | Chris Brown                           | Melhor Artista de R&B           | Venceu    |
| 2012 | "She Ain't You"                       | Melhor Canção de R&B            | Indicado  |
| 2012 | F.A.M.E.                              | Melhor Álbum de R&B             | Indicado  |
| 2013 | Chris Brown                           | Melhor Artista de R&B           | Indicado  |
| 2013 | Fortune                               | Melhor Álbum de R&B             | Indicado  |
| 2013 | "Algo Me Gusta de Ti"                 | Melhor Canção Latina            | Indicado  |
| 2015 | Chris Brown                           | Melhor Artista de R&B           | Indicado  |
| 2015 | X                                     | Melhor Álbum de R&B             | Indicado  |
| 2015 | Loyal                                 | Melhor Canção de R&B            | Indicado  |
| 2016 | Chris Brown                           | Melhor Artista de R&B           | Indicado  |
| 2016 | Royalty                               | Melhor Álbum de R&B             | Indicado  |
| 2016 | "Post To Be" (Com Omarion, Jhené Aiko | Melhor Canção de R&B            | Indicado  |
| 2018 | Chris Brown                           | Melhor Artista de R&B           | Indicado  |
| 2019 | "Freaky Friday" (Com Lil Dicky)       | Melhor Canção de R&B            | Indicado  |
| 2020 | Chris Brown                           | Melhor Artista de R&B           | Indicado  |
| 2020 | Chris Brown                           | Melhor Artista Masculino de R&B | Indicado  |
| 2020 | Indigo                                | Melhor Álbum de R&B             | Indicado  |
| 2020 | No Guidance (Com "Drake")             | Melhor Colaboração              | Indicado  |
| 2020 | No Guidance (Com "Drake")             | Canção Top Streaming            | Indicado  |
| 2020 | No Guidance (Com "Drake")             | Melhor Colaboração              | Indicado  |
| 2021 | Chris Brown                           | Melhor Artista de R&B           | Indicado  |
| 2021 | Chris Brown                           | Melhor Artista Masculino de R&B | Indicado  |
| 2021 | "Slime & B" (Com Young Thug)          | Melhor Álbum de R&B             | Indicado  |
| 2021 | "Go Crazy" (Com Young Thug)           | Melhor Colaboração              | Indicado  |
| 2021 | "Go Crazy" (Com Young Thug)           | Canção Top Hot 100              | Indicado  |
| 2021 | "Go Crazy" (Com Young Thug)           | Melhor Colaboração              | Indicado  |
| 2021 | "Go Crazy" (Com Young Thug)           | Canção Top Radio                | Indicado  |
| 2023 | Chris Brown                           | Melhor Artista de R&B           | Indicado  |
| 2023 | Chris Brown                           | Melhor Artista Masculino de R&B | Indicado  |
| 2024 | Chris Brown                           | Melhor Artista Masculino de R&B | Indicado  |
| 2024 | 11:11                                 | Melhor Álbum de R&B             | Venceu    |

## Billboard Latin Music Awards
Os Billboard Latin Music Awards são a versão latina dos Billboard Music Awards. Brown recebeu uma nomeação.
| Ano  | Candidato(s)            | Categoria                    | Resultado |
| ---- | ----------------------- | ---------------------------- | --------- |
| 2013 | Chris Brown             | Crossover Artist of the Year | Indicado  |
| 2013 | Algo que Me Gusta de Ti | Música do Ano                | Indicado  |
| 2013 | Algo que Me Gusta de Ti | Latin Pop do Ano             | Indicado  |
| 2022 | Chris Brown             | Crossover Artist of the Year | Indicado  |

### Billboard R&B/Hip-Hop Awards
Os Billboard R&B/Hip-Hop Awards reflectem o desempenho das gravações que entraram na Hot R&B/Hip-Hop Songs e Hot Rap Tracks. Brown foi nomeado três vezes.
| Ano  | Candidato(s) | Categoria                                | Resultado |
| ---- | ------------ | ---------------------------------------- | --------- |
| 2006 | "Run It!"    | Hot R&B/Hip-Hop Songs Sales              | Nomeado   |
| 2006 | Chris Brown  | Melhor Artista da R&B/Hip-Hop Songs      | Nomeado   |
| 2006 | Chris Brown  | Melhor Novo Artista da R&B/Hip-Hop Songs | Nomeado   |

## Grammy Awards
Os Grammy Awards são atribuídos anualmente pela Academia Nacional de Artes e Ciências Televisivas. Brown foi nomeado 25 vezes, tendo vencido duas.
| Ano  | Candidato(s)                                                                     | Categoria                                             | Resultado |
| ---- | -------------------------------------------------------------------------------- | ----------------------------------------------------- | --------- |
| 2007 | Chris Brown                                                                      | Melhor Álbum R&B Contemporâneo                        | Nomeado   |
| 2007 | Chris Brown                                                                      | Melhor Novo Artista                                   | Nomeado   |
| 2008 | "Kiss Kiss" (Com T-Pain)                                                         | Melhor Colaboração Rap/Sung                           | Nomeado   |
| 2009 | "No Air" (Com Jordin Sparks)                                                     | Melhor Colaboração Pop com Vocais                     | Nomeado   |
| 2009 | "Take You Down"                                                                  | Melhor Performance Vocal R&B Masculina                | Nomeado   |
| 2011 | "Take My Time" (Com Tank)                                                        | Melhor Performance R&B por um duo ou grupo com vocais | Nomeado   |
| 2011 | Graffiti                                                                         | Melhor Álbum R&B Contemporâneo                        | Nomeado   |
| 2011 | "Deuces" (Com Tyga, Kevin McCall)                                                | Melhor Colaboração Rap/Sung                           | Nomeado   |
| 2012 | F.A.M.E.                                                                         | Melhor Álbum de R&B                                   | Venceu    |
| 2012 | "Look at Me Now" (Com Lil Wayne e Busta Rhymes)                                  | Melhor Performance de Rap                             | Indicado  |
| 2012 | "Look at Me Now" (Com Lil Wayne e Busta Rhymes)                                  | Melhor Canção de Rap                                  | Indicado  |
| 2013 | Fortune                                                                          | Melhor Álbum Urban Contemporary                       | Indicado  |
| 2015 | X                                                                                | Melhor Álbum Urban Contemporary                       | Indicado  |
| 2015 | "New Flame"                                                                      | Melhor Performance de R&B                             | Indicado  |
| 2015 | "New Flame"                                                                      | Melhor Canção de R&B                                  | Indicado  |
| 2016 | "Only"                                                                           | Melhor Colaboração Rap/Sung                           | Indicado  |
| 2020 | "No Guidance                                                                     | Melhor Canção de R&B                                  | Indicado  |
| 2022 | Back of My Mind (Álbum de H.E.R.) - Indicado como compositor e artista parceiro) | Álbum do Ano                                          | Indicado  |
| 2022 | Donda (Álbum de Kanye West) - Indicado como compositor e artista parceiro)       | Álbum do Ano                                          | Indicado  |
| 2023 | Breezy                                                                           | Melhor Álbum de R&B                                   | Indicado  |
| 2024 | Summer Too Hot                                                                   | Melhor Performance de R&B                             | Indicado  |
| 2025 | 11:11                                                                            | Melhor Álbum de R&B                                   | Venceu    |
| 2025 | Residuals                                                                        | Melhor Performance de R&B                             | Indicado  |
| 2025 | Sensational                                                                      | Melhor performance de música africana                 | Indicado  |

## International Dance Music Awards
Os International Dance Music Awards são uma premiação para a [dança]] e para a indústria da música electrónica. Brown foi nomeado uma vez.
| Ano  | Candidato(s)         | Categoria                         | Resultado |
| ---- | -------------------- | --------------------------------- | --------- |
| 2007 | "Run It!"            | Melhor Faixa de Dança R&B/Urbana  | Venceu    |
| 2012 | "Beautiful People"   | Melhor Faixa de Dança R&B/Urbana  | Indicado  |
| 2012 | "Look at Me Now"     | Melhor Faixa de Dança Rap/Hip Hop | Indicado  |
| 2013 | "International Love" | Melhor Faixa de Dança Latina      | Venceu    |

## Meteor Music Awards
Os Meteor Music Awards são uma cerimónia de entrega de prémios anual organizada pela Irish Recorded Music Association. Brown recebeu uma nomeação.
| Ano  | Candidato(s) | Categoria                       | Resultado |
| ---- | ------------ | ------------------------------- | --------- |
| 2009 | Chris Brown  | Artista Masculino Internacional | Indicado  |

## MOBO Awards
Os MOBO Awards (um acrónimo para "Música de Origem Negra") foram estabelecidos em 1996 por Kanya King. Eles são realizados anualmente no Reino Unido e reconhecem artistas de qualquer raça ou nacionalidade que interpretam música de origem negra. Brown ganhou dois prémios de quatro nomeações.
| Ano  | Candidato(s)              | Categoria                      | Resultado |
| ---- | ------------------------- | ------------------------------ | --------- |
| 2006 | Chris Brown               | Melhor Masculino Internacional | Nomeado   |
| 2006 | "Run It!"                 | Melhor Vídeo                   | Nomeado   |
| 2008 | Chris Brown               | Melhor Artista Internacional   | Venceu    |
| 2008 | Chris Brown               | Melhor R&B/Soul                | Venceu    |
| 2011 | Champion (Com Chipmunk)   | Melhor Vídeo                   | Nomeado   |
| 2014 | Chris Brown               | Melhor Artista Internacional   | Nomeado   |
| 2015 | Body on Me (Com Rita Ora) | Melhor Vídeo                   | Nomeado   |
| 2022 | Chris Brown               | Melhor Artista Internacional   | Nomeado   |

## MTV Awards

### MTV Movie Awards
Os MTV Movie Awards foram criados em 1992 e é uma premiação de filmes apresentada anualmente pela MTV. Brown foi nomeado uma vez.
| Ano  | Candidato(s)   | Categoria                     | Resultado |
| ---- | -------------- | ----------------------------- | --------- |
| 2008 | This Christmas | Best Breakthrough Performance | Nomeado   |

### MTV Video Music Awards
Os MTV Video Music Awards foram criados em 1984 pela MTV para comemorar os melhores vídeos musicais do ano. Brown ganhou um prémio de seis nomeações.
| Ano  | Candidato(s)                   | Categoria                      | Resultado |
| ---- | ------------------------------ | ------------------------------ | --------- |
| 2006 | Run It!                        | Melhor Novo Artista            | Indicado  |
| 2006 | Run It!                        | Escolha do Telespectador       | Indicado  |
| 2006 | "Yo (Excuse Me Miss)"          | Melhor Vídeo de R&B            | Indicado  |
| 2007 | "Wall to Wall"                 | Melhor Coreografia num Vídeo   | Nomeado   |
| 2008 | "With You"                     | Melhor Vídeo Masculino         | Venceu    |
| 2008 | "Forever"                      | Melhor Dança num Vídeo         | Nomeado   |
| 2008 | "Forever"                      | Vídeo do Ano                   | Nomeado   |
| 2008 | "Forever"                      | Melhor Coreografia             | Nomeado   |
| 2008 | "Kiss Kiss"                    | Melhor Coreografia             | Nomeado   |
| 2008 | "No Air"                       | Melhor Vídeo Feminino          | Nomeado   |
| 2011 | "Look at Me Now"               | Melhor Colaboração             | Indicado  |
| 2011 | "Look at Me Now"               | Melhor Vídeo de Hip Hop        | Indicado  |
| 2012 | "Turn Up the Music"            | Melhor Vídeo Masculino         | Venceu    |
| 2012 | "Turn Up the Music"            | Melhor Coreografia             | Venceu    |
| 2013 | "Fine China"                   | Melhor Coreografia             | Indicado  |
| 2014 | "Loyal"                        | Melhor Colaboração             | Indicado  |
| 2016 | "Royalty"                      | Melhor Vídeo em Longa Filmagem | Indicado  |
| 2021 | "Go Crazy"                     | Melhor Vídeo de R&B            | Indicado  |
| 2021 | "Come Through" (Com H.E.R.)    | Melhor Vídeo de R&B            | Indicado  |
| 2023 | "How Does It Feel" (Com Chloe) | Melhor Vídeo de R&B            | Indicado  |
| 2024 | Sensational                    | Melhor Vídeo de Afrobeats      | Indicado  |

### MTV Australia Awards
Os MTV Australia Awards foram estabelecidos em 2005 e é a primeira cerimónia de premiação da Austrália a celebrar ambas as bandas locais e internacionais. Brown ganhou um prémio de quatro nomeações.
| Ano  | Candidato(s)        | Categoria                   | Resultado |
| ---- | ------------------- | --------------------------- | --------- |
| 2006 | Run It!             | Escolha dos telespectadores | Nomeado   |
| 2006 | Run It!             | Melhor Vídeo R&B            | Venceu    |
| 2006 | Yo (Excuse Me Miss) | Melhor Vídeo R&B            | Nomeado   |
| 2006 | Chris Brown         | Melhor Novo Artista         | Nomeado   |
| 2009 | No Air              | Melhor Colaboração          | Nomeado   |
| 2009 | Forever             | Melhor Dança                | Nomeado   |

### MTV Europe Music Awards
Os MTV Europe Music Awards foram criados em 1994 pela MTV Europe para celebrar os mais populares vídeos musicais na Europa. Brown foi nomeado duas vezes.
| Ano  | Candidato(s)         | Categoria                         | Resultado |
| ---- | -------------------- | --------------------------------- | --------- |
| 2006 | Chris Brown          | Artist's Choice                   | Nomeado   |
| 2008 | Chris Brown          | Ultimate Urban                    | Nomeado   |
| 2012 | "International Love" | Melhor Canção                     | Indicado  |
| 2012 | Chris Brown          | Artista Mundial: América do Norte | Indicado  |
| 2018 | Freaky Friday        | Melhor Video                      | Indicado  |
| 2023 | Chris Brown          | Melhor R&B                        | Venceu    |

### MTV Video Music Awards Japan
Os MTV Video Music Awards Japan foram estabelecidos em 2002 para celebrar os vídeos musicais mais populares de artistas japoneses e internacionais. Brown foi nomeado por quatro vezes.
| Ano  | Candidato(s)       | Categoria              | Resultado |
| ---- | ------------------ | ---------------------- | --------- |
| 2008 | "Kiss Kiss"        | Melhor Vídeo Masculino | Indicado  |
| 2008 | "Kiss Kiss"        | Melhor Vídeo de R&B    | Indicado  |
| 2012 | "Yeah 3x"          | Melhor Coreografia     | Indicado  |
| 2013 | "Turn Up the Music | Melhor Coreografia     | Indicado  |

## MuchMusic Video Awards
Os MuchMusic Video Awards são prémios anuais apresentados pelo canal de vídeos musicais canadense, MuchMusic, para honrar os melhores vídeos musicais do ano. Chris foi nomeado uma vez.
| Ano  | Candidato(s) | Categoria                                | Resultado |
| ---- | ------------ | ---------------------------------------- | --------- |
| 2008 | "Kiss Kiss"  | Melhor Vídeo International               | Nomeado   |
| 2012 | "Next 2 You" | Vídeo de um Artista Internacional do Ano | Indicado  |

## NAACP Image Awards
Os NAACP Image Awards é um prémio concedido anualmente pela National Association for the Advancement of Colored People Americana (NAACP) para honrar pessoas de cor em filmes, televisão, música e literatura. Brown ganhou dois prémios de quatro nomeações.
| Ano  | Candidato(s)                      | Categoria                           | Resultado |
| ---- | --------------------------------- | ----------------------------------- | --------- |
| 2006 | Chris Brown                       | Melhor Novo Artista                 | Venceu    |
| 2007 | Chris Brown                       | Melhor Novo Artista                 | Nomeado   |
| 2008 | Chris Brown                       | Melhor Artista Masculino            | Venceu    |
| 2008 | Exclusive                         | Melhor Álbum                        | Nomeado   |
| 2009 | Chris Brown                       | Melhor Artista Masculino            | Indicado  |
| 2009 | No Air (Com Jordin Sparks)        | Melhor Duo ou Grupo                 | Indicado  |
| 2012 | Chris Brown                       | Melhor Artista Masculino            | Indicado  |
| 2012 | F.A.M.E.                          | Mehor Álbum                         | Indicado  |
| 2020 | No Guidance (Com Drake)           | Melhor Duo ou Grupo                 | Indicado  |
| 2020 | No Guidance (Com Drake)           | Melhor Video Musical                | Indicado  |
| 2022 | Go Crazy (Com Young Thug)         | Melhor Duo ou Grupo                 | Indicado  |
| 2022 | Come Through (Com H.E.R.)         | Melhor Duo ou Grupo                 | Indicado  |
| 2023 | Chris Brown                       | Melhor Artista Masculino            | Venceu    |
| 2023 | Breezy                            | Melhor Álbum                        | Indicado  |
| 2023 | Call Me Every Day (Com Wizkid)    | Melhor Duo ou Grupo                 | Venceu    |
| 2023 | Diana (Com Fireboy DML e Shenseea | Melhor Canção Internacional         | Indicado  |
| 2024 | Chris Brown                       | Melhor Artista Masculino            | Indicado  |
| 2024 | Sensational (Com Davido e Lojay)  | Melhor Duo ou Grupo (Contemporaeno) | Venceu    |
| 2024 | Sensational (Com Davido e Lojay)  | Melhor Video Musical                | Venceu    |
| 2024 | How We Roll (Com Ciara)           | Melhor Video Musical                | Indicado  |
| 2024 | How We Roll (Com Ciara)           | Melhor Duo ou Grupo (Tradicional)   | Venceu    |
| 2025 | Chris Brown                       | Melhor Artista Masculino            | Venceu    |
| 2025 | Hmmm (Feat. Davido)               | Melhor Canção Internacional         | Venceu    |
| 2025 | Residuals                         | Melhor Canção de R&B/Soul           | Venceu    |

## Nickelodeon Kids' Choice Awards
O Nickelodeon Kids' Choice Awards foram estabelecidos em 1988 e são uma premiação anual que homenageia os maiores artistas do ano no cinema, televisão e música, tal como foi votado pelo povo que assiste o canal a cabo Nickelodeon. Brown ganhou um prêmio de duas nomeações. Chris foi nomeado em 2009, mas a sua nomeação foi retirada após o seu caso de violência doméstica.
| Ano  | Candidato(s) | Categoria                 | Resultado |
| ---- | ------------ | ------------------------- | --------- |
| 2007 | Chris Brown  | Cantor Masculino Favorito | Nomeado   |
| 2008 | Chris Brown  | Cantor Masculino Favorito | Venceu    |

### Nickelodeon UK Kids Choice Awards
Os Nickelodeon UK Kids' Choice Awards são uma premiação anual, similar às versões americana e australiana. Brown ganhou um prémio.
| Ano  | Candidato(s) | Categoria                 | Resultado |
| ---- | ------------ | ------------------------- | --------- |
| 2008 | Chris Brown  | Cantor Masculino Favorito | Venceu    |

## NRJ Music Awards
Os NRJ Music Awards são uma cerimónia de entrega de prémios anual que ocorre em Cannes que premeia a melhor música do ano.
| Ano  | Candidato(s) | Categoria                              | Resultado |
| ---- | ------------ | -------------------------------------- | --------- |
| 2009 | Chris Brown  | Artista Internacional Masculino do Ano | Indicado  |

## Ozone Awards
Os Ozone Awards são uma premiação focada em músicos do sul. Brown ganhou um prêmio de duas nomeações.
| Ano  | Candidato(s)  | Categoria                  | Resultado |
| ---- | ------------- | -------------------------- | --------- |
| 2008 | Chris Brown   | Melhor Artista R&B         | Venceu    |
| 2008 | "Get Like Me" | Melhor Colaboração Rap/R&B | Nomeado   |

## Peoples Choice Awards
Os Peoples Choice Awards são uma cerimónia anual que homenageia a cultura pop no cinema, televisão e música. Brown recebeu seis nomeações, das quais venceu duas em anos consecutivos.
| Ano  | Candidato(s) | Categoria                                           | Resultado |
| ---- | ------------ | --------------------------------------------------- | --------- |
| 2009 | Chris Brown  | Artista Masculino Favorito                          | Venceu    |
| 2009 | "No Air"     | Forças Combinadas FavoritasFavorite Combined Forces | Venceu    |
| 2009 | "With You"   | Canção de R&B Favorita                              | Indicado  |
| 2009 | Chris Brown  | Estrela Favorita abaixo dos 25                      | Indicado  |
| 2012 | Chris Brown  | Artista de R&B Favorito                             | Indicado  |
| 2013 | Chris Brown  | Artista Masculino Favorito                          | Indicado  |
| 2015 | Chris Brown  | Artista de R&B Favorito                             | Indicado  |
| 2016 | Chris Brown  | Artista de R&B Favorito                             | Indicado  |

## Soul Train Music Awards
Os Soul Train Music Awards são uma premiação anual nacional que vão ao ar em transmissão sindicada que homenageiam o melhor da música e entretenimento afro-americano criada em 1987. Brown ganhou um prémio de três nomeações.
| Ano  | Candidato(s)                                                  | Categoria                                     | Resultado |
| ---- | ------------------------------------------------------------- | --------------------------------------------- | --------- |
| 2006 | Chris Brown                                                   | Melhor Novo Artista R&B/Soul                  | Venceu    |
| 2007 | "Yo (Excuse Me Miss)"                                         | Melhor Single R&B/Soul                        | Nomeado   |
| 2007 | Chris Brown                                                   | Melhor Álbum R&B/Soul                         | Nomeado   |
| 2011 | Chris Brown                                                   | Melhor Artista Masculino                      | Nomeado   |
| 2011 | "She Ain't You"                                               | Melhor Single R&B/Soul                        | Nomeado   |
| 2011 | F.A.M.E.                                                      | Álbum do Ano                                  | Nomeado   |
| 2011 | "Look at Me Now"                                              | Melhor Canção de Hip Hop                      | Nomeado   |
| 2011 | "She Ain't You"                                               | Melhor Performance de Dança                   | Nomeado   |
| 2012 | "Turn Up the Music"                                           | Melhor Performance de Dança                   | Nomeado   |
| 2014 | "Loyal"                                                       | Melhor Canção de Hip Hop                      | Venceu    |
| 2014 | "Loyal"                                                       | Musica do Ano                                 | Nomeado   |
| 2014 | "Loyal"                                                       | Melhor performance de dança                   | Venceu    |
| 2014 | "Loyal"                                                       | Melhor Colaboração                            | Venceu    |
| 2014 | "New Flame"                                                   | Melhor Colaboração                            | Nomeado   |
| 2014 | "New Flame"                                                   | Video do Ano                                  | Nomeado   |
| 2014 | Chris Brown                                                   | Melhor cantor R&B/Soul masculino              | Nomeado   |
| 2015 | Chris Brown                                                   | Melhor cantor R&B/Soul masculino              | Indicado  |
| 2015 | X                                                             | Álbum do Ano                                  | Indicado  |
| 2015 | Ayo                                                           | Melhor Performance de Dança                   | Indicado  |
| 2015 | Post To Be (Com Omarion e Jhené Aiko)                         | Melhor Colaboração                            | Venceu    |
| 2017 | Chris Brown                                                   | Melhor cantor R&B/Soul masculino              | Indicado  |
| 2017 | Party (Com Usher e Gucci Mane                                 | Melhor Performance de Dança                   | Indicado  |
| 2017 | Party (Com Usher e Gucci Mane                                 | Musica do Ano                                 | Indicado  |
| 2018 | Heartbreak on a Full Moon                                     | Álbum do Ano                                  | Indicado  |
| 2018 | "Tempo"                                                       | Melhor Performance de Dança                   | Indicado  |
| 2019 | Chris Brown                                                   | Melhor cantor R&B/Soul masculino              | Indicado  |
| 2019 | Indigo                                                        | Álbum do Ano                                  | Indicado  |
| 2019 | "Easy" (Remix) Com Dani Leigh                                 | Melhor Performance de Dança                   | Indicado  |
| 2019 | No Guidance                                                   | Melhor Performance de Dança                   | Venceu    |
| 2019 | No Guidance                                                   | Musica do Ano                                 | Venceu    |
| 2019 | No Guidance                                                   | Melhor Colaboração                            | Venceu    |
| 2019 | No Guidance                                                   | Gravação do Ano (The Ashford & Simpson Award) | Indicado  |
| 2020 | Chris Brown                                                   | Melhor cantor R&B/Soul masculino              | Venceu    |
| 2020 | Go Crazy (Com Young Thug)                                     | Musica do Ano                                 | Venceu    |
| 2020 | Go Crazy (Com Young Thug)                                     | Melhor Performance de Dança                   | Venceu    |
| 2020 | Go Crazy (Com Young Thug)                                     | Melhor Colaboração                            | Venceu    |
| 2020 | Go Crazy (Com Young Thug)                                     | Gravação do Ano (The Ashford & Simpson Award) | Indicado  |
| 2020 | Slime & B (Com Young Thug)                                    | Álbum do Ano                                  | Indicado  |
| 2021 | "Go Crazy" (Remix) Com Young Thug, Future, Lil Durk & Mulatto | Video do Ano                                  | Indicado  |
| 2021 | "Go Crazy" (Remix) Com Young Thug, Future, Lil Durk & Mulatto | Melhor Colaboração                            | Indicado  |
| 2021 | Come Through (Com H.E.R..)                                    | Melhor Colaboração                            | Indicado  |
| 2021 | Come Through (Com H.E.R..)                                    | Gravação do Ano (The Ashford & Simpson Award) | Indicado  |
| 2021 | City Girls                                                    | Melhor Performance de Dança                   | Indicado  |
| 2021 | Chris Brown                                                   | Melhor cantor R&B/Soul masculino              | Indicado  |
| 2022 | Breezy                                                        | Álbum do Ano                                  | Indicado  |
| 2022 | Chris Brown                                                   | Melhor cantor R&B/Soul masculino              | Venceu    |
| 2022 | WE (Warm Embrace)                                             | Melhor Performance de Dança                   | Indicado  |
| 2022 | Call Me Every Day (Com Wizkid)                                | Melhor Performance de Dança                   | Indicado  |
| 2022 | Call Me Every Day (Com Wizkid)                                | Melhor Colaboração                            | Indicado  |
| 2023 | Under The Influence                                           | Melhor Performance de Dança                   | Indicado  |
| 2023 | How We Roll (Com Ciara)                                       | Melhor Performance de Dança                   | Indicado  |
| 2023 | Summer Too Hot                                                | Melhor Performance de Dança                   | Indicado  |
| 2023 | Chris Brown                                                   | Melhor cantor R&B/Soul masculino              | Indicado  |

## Teen Choice Awards
Os Teen Choice Awards foram criados em 1999 para homenagear as maiores realizações do ano na música, filmes, desportos e televisão, votado por jovens com idades compreendidas entre 13 a 19. Brown ganhou sete prémios de vinte nomeações.
| Ano  | Candidato(s)       | Categoria                             | Resultado |
| ---- | ------------------ | ------------------------------------- | --------- |
| 2006 | Chris Brown        | Choice Male Hottie                    | Nomeado   |
| 2006 | Chris Brown        | Escolha: Artista de R&B               | Nomeado   |
| 2006 | Chris Brown        | Escolha: Artista Revelação            | Venceu    |
| 2007 | Stomp the Yard     | Choice Movie: Breakout Male           | Nomeado   |
| 2007 | Chris Brown        | Escolha Musical: Artista de R&B       | Nomeado   |
| 2007 | "Wall to Wall"     | Escolha Musical: Faixa de R&B         | Nomeado   |
| 2008 | "With You"         | Escolha Musical: Single               | Nomeado   |
| 2008 | "No Air"           | Choice Hookup                         | Venceu    |
| 2008 | "Shawty Get Loose" | Choice Hookup                         | Nomeado   |
| 2008 | Chris Brown        | Escolha Musical: Artista Masculino    | Venceu    |
| 2008 | Chris Brown        | Escolha Musical: Artista R&B          | Venceu    |
| 2008 | "No Air"           | Escolha Musical: Canção de Amor       | Nomeado   |
| 2008 | "Forever"          | Escolha Musical: Faixa de R&B         | Venceu    |
| 2008 | "Shawty Get Loose" | Escolha Musical: Faixa Rap/Hip Hop    | Venceu    |
| 2008 | Chris Brown        | Choice Male Hottie                    | Nomeado   |
| 2008 | Chris Brown        | Choice Red Carpet Fashion Icon Male   | Nomeado   |
| 2008 | Chris Brown        | Post Show: Best Acceptable Speech     | Nomeado   |
| 2008 | Chris Brown        | Post Show: Spontaneously Crazy Moment | Nomeado   |
| 2008 | Chris Brown        | Post Show: Best Dressed Male          | Nomeado   |
| 2008 | Chris Brown        | Post Show: Celebrity Cameo            | Venceu    |

## TRL Awards
Os TRL Awards foram criados em 2006 pela MTV Itália para comemorar os artistas mais populares e vídeos musicais na Itália. Brown ganhou um prémio.
| Ano  | Candidato(s) | Categoria     | Resultado |
| ---- | ------------ | ------------- | --------- |
| 2006 | Chris Brown  | Fake ID Award | Venceu    |

## World Music Awards
Os World Music Awards foram criados em 1989 e é um prémio internacional que anualmente homenageia os músicos com base em seus números de vendas mundiais, que são fornecidos pela Federação Internacional da Indústria Fonográfica. Brown ganhou um prémio de duas nomeações.
| Ano  | Candidato(s)       | Categoria                             | Resultado |
| ---- | ------------------ | ------------------------------------- | --------- |
| 2006 | Chris Brown        | Melhor Artista R&B do Mundo           | Nomeado   |
| 2008 | Chris Brown        | Melhor Artista Masculino R&B do Mundo | Venceu    |
| 2013 | "Don't Wake Me Up" | Melhor Canção do Mundo                | Pendente  |
| 2013 | "Don't Wake Me Up" | Melhor Vídeo do Mundo                 | Pendente  |
| 2013 | Chris Brown        | Melhor Artista Masculino do Ano       | Pendente  |
| 2013 | Chris Brown        | Melhor Artista ao vivo do Mundo       | Pendente  |
| 2013 | Chris Brown        | Melhor Artista do Mundo               | Pendente  |
| 2013 | Fortune            | Melhor Álbum do Mundo                 | Pendente  |